# British Independent Film Awards 2017
La cerimonia di premiazione della 20ª edizione dei British Independent Film Awards ha avuto luogo il 10 dicembre 2017 all'Old Billingsgate di Londra.
Le candidature sono state annunciate il 1º novembre 2017. Il maggior numero di candidature (quindici) è stato ottenuto da Lady Macbeth di William Oldroyd, seguito da Morto Stalin, se ne fa un altro con quattordici candidature.

## Vincitori e candidati
I vincitori saranno indicati in grassetto.

### Miglior film indipendente britannico
- La terra di Dio - God's Own Country (God's Own Country), regia di Francis Lee
- Morto Stalin, se ne fa un altro (The Death of Stalin), regia di Armando Iannucci
- I Am Not a Witch, regia di Rungano Nyoni
- Lady Macbeth, regia di William Oldroyd
- Tre manifesti a Ebbing, Missouri (Three Billboards Outside Ebbing, Missouri), regia di Martin McDonagh

### Miglior regista
- Rungano Nyoni - I Am Not a Witch
- Armando Iannucci - Morto Stalin, se ne fa un altro (The Death of Stalin)
- Francis Lee - La terra di Dio - God's Own Country (God's Own Country)
- William Oldroyd - Lady Macbeth
- Martin McDonagh - Tre manifesti a Ebbing, Missouri (Three Billboards Outside Ebbing, Missouri)

### Miglior attrice
- Florence Pugh - Lady Macbeth
- Emily Beecham - Daphne
- Frances McDormand - Tre manifesti a Ebbing, Missouri (Three Billboards Outside Ebbing, Missouri)
- Margaret Mulubwa - I Am Not a Witch
- Ruth Wilson - Dark River

### Miglior attore
- Josh O'Connor - La terra di Dio - God's Own Country (God's Own Country)
- Jamie Bell - Le stelle non si spengono a Liverpool (Film Stars Don't Die in Liverpool)
- Paddy Considine - Journeyman
- Johnny Harris - Jawbone
- Alec Secareanu - La terra di Dio - God's Own Country (God's Own Country)

### Miglior attrice non protagonista
- Patricia Clarkson - The Party
- Naomi Ackie - Lady Macbeth
- Kelly Macdonald - Vi presento Christopher Robin (Goodbye Christopher Robin)
- Andrea Riseborough - Morto Stalin, se ne fa un altro (The Death of Stalin)
- Julie Walters - Le stelle non si spengono a Liverpool (Film Stars Don't Die in Liverpool)

### Miglior attore non protagonista
- Simon Russell Beale - Morto Stalin, se ne fa un altro (The Death of Stalin)
- Steve Buscemi - Morto Stalin, se ne fa un altro (The Death of Stalin)
- Woody Harrelson - Tre manifesti a Ebbing, Missouri (Three Billboards Outside Ebbing, Missouri)
- Ian Hart - La terra di Dio - God's Own Country (God's Own Country)
- Sam Rockwell - Tre manifesti a Ebbing, Missouri (Three Billboards Outside Ebbing, Missouri)

### Miglior esordiente
- Naomi Ackie - Lady Macbeth
- Harry Gilby - Just Charlie
- Cosmo Jarvis - Lady Macbeth
- Harry Michell - Chubby Funny
- Lily Newmark - Pin Cushion

### Premio Douglas Hickox al miglior regista esordiente
- Rungano Nyoni - I Am Not a Witch
- Deborah Haywood - Pin Cushion
- Francis Lee - La terra di Dio - God's Own Country (God's Own Country)
- Thomas Napper - Jawbone
- William Oldroyd - Lady Macbeth

### Miglior sceneggiatura
- Lady Macbeth - Alice Birch
- Morto Stalin, se ne fa un altro (The Death of Stalin) - Armando Iannucci, David Schneider, Ian Martin
- La terra di Dio - God's Own Country (God's Own Country) - Francis Lee
- I Am Not a Witch - Rungano Nyoni
- Tre manifesti a Ebbing, Missouri (Three Billboards Outside Ebbing, Missouri) - Martin McDonagh

### Miglior documentario britannico
- Almost Heaven
- Half Way
- Kingdom of Us
- Uncle Howard
- Williams

### Miglior film indipendente internazionale
- Scappa - Get Out (Get Out)
- Un sogno chiamato Florida (The Florida Project)
- I Am Not Your Negro
- Loveless (Nelyubov)
- The Square

### Premio Discovery
- In Another Life
- Even When I Fall
- Halfway
- Isolani
- My Pure Land

### Miglior produttore esordiente
- I Am Not a Witch - Emily Morgan
- Bad Day for the Cut - Brendan Mullin e Katy Jackson
- La terra di Dio - God's Own Country (God's Own Country) - Jack Tarling e Manon Ardisson
- Lady Macbeth - Fodhla Cronin O'Reilly
- Pin Cushion - Gavin Humphries

### Miglior sceneggiatura di debutto
- La terra di Dio - God's Own Country (God's Own Country) - Francis Lee
- I Am Not a Witch - Rungano Nyoni
- Jawbone - Johnny Harris
- Lady Macbeth - Alice Birch
- L'ora più bella (Their Finest) - Gaby Chiappe

### Miglior casting
- Morto Stalin, se ne fa un altro (The Death of Stalin) - Sarah Crowe
- Le stelle non si spengono a Liverpool (Film Stars Don't Die in Liverpool) - Debbie McWilliams
- La terra di Dio - God's Own Country (God's Own Country) - Shaheen Baig e Layla Merrick-Wolf
- Lady Macbeth - Shaheen Baig
- Tre manifesti a Ebbing, Missouri (Three Billboards Outside Ebbing, Missouri) - Sarah Halley Finn

### Miglior fotografia
- Lady Macbeth - Ari Wegner
- I Am Not a Witch - David Gallego
- Jawbone - Tat Radcliffe
- Leaning Into the Wind - Thomas Riedelsheimer
- Tre manifesti a Ebbing, Missouri (Three Billboards Outside Ebbing, Missouri) - Ben Davis

### Migliori costumi
- Lady Macbeth - Holly Waddington
- Morto Stalin, se ne fa un altro (The Death of Stalin) - Suzie Harman
- La ragazza del punk innamorato (How to Talk to Girls at Parties) - Sandy Powell
- I Am Not a Witch - Holly Rebecca
- Rachel (My Cousin Rachel) - Dinah Collin

### Miglior montaggio
- Tre manifesti a Ebbing, Missouri (Three Billboards Outside Ebbing, Missouri) - Jon Gregory
- Morto Stalin, se ne fa un altro (The Death of Stalin) - Peter Lambert
- Jawbone - David Charap
- Us and Them - Joe Martin
- Williams - Johnny Burke

### Miglior trucco e acconciature
- Morto Stalin, se ne fa un altro (The Death of Stalin) - Nicole Stafford
- Ogni tuo respiro (Breathe) - Jan Sewell
- I Am Not a Witch - Julene Paton
- Journeyman - Nadia Stacey
- Lady Macbeth - Sian Wilson

### Migliori musiche
- Tre manifesti a Ebbing, Missouri (Three Billboards Outside Ebbing, Missouri) - Carter Burwell
- Morto Stalin, se ne fa un altro (The Death of Stalin) - Christopher Willis
- I Am Not a Witch - Matt Kelly
- Jawbone - Paul Weller
- Leaning Into the Wind - Fred Frith

### Miglior scenografia
- Morto Stalin, se ne fa un altro (The Death of Stalin) - Cristina Casali
- Le stelle non si spengono a Liverpool (Film Stars Don't Die in Liverpool) - Eve Stewart
- Final Portrait - L'arte di essere amici (Final Portrait) - James Merifield
- I Am Not a Witch - Nathan Parker
- Lady Macbeth - Jacqueline Abrahams

### Miglior suono
- Morto Stalin, se ne fa un altro (The Death of Stalin) - Anna Bertmark
- Ogni tuo respiro (Breathe) - Becki Ponting e Ian Wilson
- I Am Not a Witch - Maiken Hansen
- Jawbone - Andy Shelley e Steve Griffiths
- Tre manifesti a Ebbing, Missouri (Three Billboards Outside Ebbing, Missouri) - Joakim Sundström

### Migliori effetti
- Il rituale (The Ritual) - Nick Allder e Ben White
- Morto Stalin, se ne fa un altro (The Death of Stalin) - Ronald Grauer e Bernard Newton
- Double Date - Dan Martin
- Journeyman - Luke Dodd
- L'ora più bella (Their Finest) - Chris Reynolds

### Premio Richard Harris
- Vanessa Redgrave

### Premio Variety
- Gary Oldman